# Nomi regionali italiani dei venti
Il maggior trattato dell'epoca romana a noi pervenuto sui nomi regionali italiani dei venti è la Naturalis Historia di Plinio il Vecchio, che nel secondo libro si occupa di astronomia e meteorologia. All'interprete sorgono problemi, non solo per la duplicazione di nomi attribuiti allo stesso vento, ma anche perché prevale l'opinione che Plinio abbia seguito una rosa dei venti a 12 punte (quindi con una distanza angolare di 30° e non di 45° o sue frazioni come è la rosa dei venti successivamente adottata).

## Le repubbliche marinare
Nel medioevo, a fianco di questa denominazione latina i naviganti nel Mediterraneo introdussero nomi di derivazione araba come garbo (da cui "garbino") per venti occidentali o da sud ovest.
Nello stesso tempo, con l'invenzione della bussola, attribuita a marinai di Amalfi o al mitico Flavio Gioia, alla rosa dei venti venne attribuito anche il compito di indicare i punti cardinali, il cui nome, invece, è di origine fiamminga.

## Le attuali denominazioni regionali

### Abruzzo
- Nord-Est: Strina (nell'aquilano è il vento gelido proveniente dal Gran Sasso d'Italia);
- Vuojere nel Chietino (per indicare la Bora)
- Sud-Ovest: Garbino (caldo e secco per effetto foehn nel superamento degli Appennini, raffiche molto forti e turbolente)
- Ovest: Popolino o Aria di Popoli (vento tipicamente estivo)

### Basilicata
- Nord-Est: Viendo 're terra
- Est: Scorcia crape
- Sud-Ovest: Viendo 're acqua

### Campania
- Nord: Voria o Salbora

### Emilia-Romagna
- Nord: Veint parvein (in dialetto piacentino), Tramuntena (in lingua romagnola)
- Nord-Est: Bura (in romagnolo, it.: Bora)
- Est: Vét de so (in romagnolo, it.: Vento del sole), Grec
- Sud-Est: Veint marein (in dialetto piacentino, it.: Vento marino[1]) o Vent maren (in dialetto parmigiano), Sroc (in romagnolo)
- Sud-Ovest: Garbein o Curén,  Curéna" romagnolo)
- Ovest: Sarnér (in romagnolo)
- Nord-Ovest: Föhn

### Friuli-Venezia Giulia
- Nord-Est: Bora

Nel triestino col termine Bavisela si indica la brezza di terra)

### Lazio
- Ovest: Ponentino
- Nord: Gianna

### Liguria
- Nord: Tramontàña
- Nord-Est: Gregâ
- Nord-Ovest: Meistrâ
- Sud-Est: Sciöco, o Mainàsso
- Sud-Ovest: Lebéccio

### Lombardia
- Nord: Favonio o Föhn: vento di ricaduta tiepido[2][3]

### Marche
- Nord-Est: Bora
- Sud-Ovest: Garbino [Curina]

### Molise
- Nord: Tramuntana (in dialetto molisano, it.: Bora pugliese)
- Nord-Est: Voria, Appuglies (it.: Bora pugliese) o Grec' levant (it.: Greco levante)
- Est: Levante
- Sud-Ovest: Garbijne (it.: Garbino)
- Nord-Ovest: Maillesa  (it.: Vento dalla Majella)

### Puglia
- Nord-Est: Scorciacrape
- Sud-Ovest: Favonio
- Ovest: Buriana
- Nord-Ovest:  Vorije
- Sud: Murgese
- Est:  Al'tein
- Nord: La test du mont

### Sardegna
- Nord: Bentu 'e susu (in sardo, it.: Vento del Nord) o Tramuntana
- Nord-Est: Aregu (it.: Greco), Solópu o Traessàle
- Est: Levanti
- Sud-Est: Bentu 'e Soli (it.: Vento del Sole) o Bentu 'e Crabonaxa (it.: Vento di Villasimius, dal nome in sardo Crabonaxa, da cui deriva anche il nome italianizzato di Capo Carbonara)
- Sud: Bentu 'e Africa (it.: Vento dell'Africa)
- Sud-Ovest: Bentu 'e Mari (it.: Vento del mare) o Libeciu
- Ovest: Bentu 'e Luna (it.: Vento della Luna)
- Nord-Ovest: Bentu Estu (it.: Vento maestro) o Maistali

Esistono poi vocaboli in lingua sarda circoscritti a specifiche zone dell'Isola dipendenti da particolari punti di riferimento geografici e orografici: nell'Oristanese il vento da NNO è definito Cuiresu ((it.: Cuglieritano, cioè proveniente dal comune di Cuglieri, per chi sta al di sotto di questa località), nel Medio Campidano il vento da SE è detto Muntangesu (it.: Montagnoso) per chi sta a valle della catena del Monte Linas e in Gallura il vento da sud è chiamato analogamente Limbaresu (it.: del Limbara) per chi sta a nord del Monte Limbara.

### Valle d'Aosta
- Nord: Phoén (in lingua italiana: Favonio)

### Veneto
- Nord: Baliverna
- Nord-Est: Borìn o Grieco
- Est: Levantera
- Sud-Est: Furiàn
- Sud: Ostro
- Sud-Ovest: Garbìn
- Ovest: Buriana
- Nord-Ovest: Maistràl

## Laghi

### Lago Maggiore
- Moscendrino: spira dalla pianura alla montagna
- Tramontana: vento costante da nord (vento termico). Spira al mattino.
- Inverna: vento costante da sud (vento termico). Spira al pomeriggio.
- Invernone: da sud-ovest. Porta tempesta dalla pianura alla montagna
- Valmaggino: leggero dalle valli sopra Locarno
- Mergozzo: da nord ovest. Spira di notte.

### Lago di Como
Venti portatori di bel tempo (con tempo sereno soffiano regolarmente due venti):
- Tivano (o Tivan): vento periodico da nord-est (vento termico). Costante tutto l'anno, dalle prime ore del mattino e fin verso metà giornata (solitamente spira tra le h. 6:00 e le 10:00), con velocità media di 18 km/h (5 m/s). Proviene dalla Valtellina. Cala all'alzarsi della Breva. La sua totale assenza indica l'avvicinarsi del cattivo tempo (Ventone).
- Breva: vento periodico da sud (vento termico) tutto l'anno a partire dalle h. 10:00 fin verso le h. 18:00, con velocità di 25–28 km/h (7–8 m/s). Si alza quando cala il Tivano.

Venti portatori di cattivo tempo (sono detti anche venti montivi in quanto calano dalle valli laterali; sono per lo più venti estivi e assumono solitamente forte intensità, diventando pericolosi soprattutto durante i temporali):
- Argegnino: proviene da ovest attraverso la Val d’Intelvi. Raggiunge lo specchio d'acqua (ramo di Como) ad Argegno, con raffiche violente che si incanalano principalmente risalendo il ramo verso nord-est. Interessa il lago tra Nesso (a sud) e Bellagio (a nord).
- Bellanasco: proviene dalla Val Maggiasca sopra Bellano.
- Bergamasca: vento del ramo di Lecco che da sud risale sino al centro-lago (Varenna, Menaggio) e vi perde intensità.
- Borgognone: spira da est. Proviene dalla Valtellina e giunge sul lago all'altezza di Colico.
- Breva dei Laghetti: spira da sud-ovest e si incanala nel lago prendendo direzione nord. Il nome deriva dalla zona dei laghi briantei (Annone, Pusiano, Alserio, Segrino) dalla quale si origina. Si manifesta nel ramo di Lecco nelle località di Malgrate (scende da Valmadrera incanalandosi tra il Monte Cornizzolo, Corno Birone, Corni di Canzo a settentrione e Monte Barro a meridione) e di Bellagio in frazione San Vito (scende da Chevrio).
- Favonio (o Föhn, detto anche vento marino: è un vento di caduta che scende dalle pendici delle montagne scaldandosi. Lo si trova in periodi invernali e primaverili.
- Garzeno[5] (o Garzenasc): proviene dalla valle sovrastante Dongo (per questo viene anche detto Vent da Dong). Si presenta solitamente nelle ore pomeridiane e serali. La sua intensità investe Domàso e Colico.
- Liscione o Traversone: spira da sud-ovest scendendo da Valbrona e giunge sul lago a Ceppo Palazzolo, aprendosi a ventaglio tra Mandello Lario e Abbadia Lariana.
- Menaggino[6]: proviene violento dalla Val Menaggio, in accompagnamento alle perturbazioni temporalesche. Di breve durata ma con raffiche che raggiungono i 100 km/h, colpisce con potenza le rive opposte.
- Molinaccio: spira da sud-est. Scende da due vallate che si congiungono sul lago a Faggeto Lario. Giunto sullo specchio d'acqua si apre a ventaglio tra Carate e Urio, perdendo intensità tra Moltrasio (a sud) e Laglio (a nord).
- Sant'Anna: spira da nord-ovest. Scende dal Monte Motto, tra Menaggio e Acquaseria. Si esaurisce nello specchio antistante il suo ingresso nel lago.
- Tivan d'acqua (o Tivanell): spira dopo una debole pioggia o temporale in montagna.
- Ventone (o Vento, chiamato anche San Vincenzo, Nord, Tramontana): da nord (Valchiavenna), giunge improvviso sul lago attraverso il Piano di Spagna. Violento (raffiche con velocità di 40–80 km/h), dura 3-7 giorni. Frequente in primavera dopo maltempo in zona alpina.

### Lago di Garlate
- Tivano (o Tivan): vento periodico regolare da nord (vento termico). Costante tutto l'anno, dalle prime ore del mattino e fin verso metà giornata (solitamente spira tra le h. 6:00 e le 10:00), con velocità media di 5 m/s. La sua assenza indica l'avvicinarsi di cattivo tempo (Ventone).

### Lago di Garda
- Suer o Sovar: da nord di primo mattino - dalla valle del Sarca
- Vinessa: porta tempo di Scirocco
- Ander: molto impetuoso
- Peler: costante da nord fino a mezzogiorno
- Ora: costante da sud, dopo le 10 del mattino
- Ponal: vento estivo dalla valle di Ledro lungo il torrente Ponale.
- Bali o Balinot o anche Spisoca: da nord, tipicamente invernale
- Boaren: brezza di terra proveniente da Vobarno (da cui il nome) in Val Sabbia
- Gardesana: spira da Garda in direzione di Sirmione.
- Visentina: originato dal maltempo che scende da San Vigilio interessando il basso Garda.
- Fasanella: vento costante, del primo pomeriggio ad ovest di Fasano (fraz. Gardone Riviera)
- Sancarlino: vento da differenza termica tra monte e lago, serale e notturno, scende dall'area di Valvestino verso Gargnano

### Lago di Bolsena
- Tramontana vento da nord invernale che agita il lago